# Aquamarin

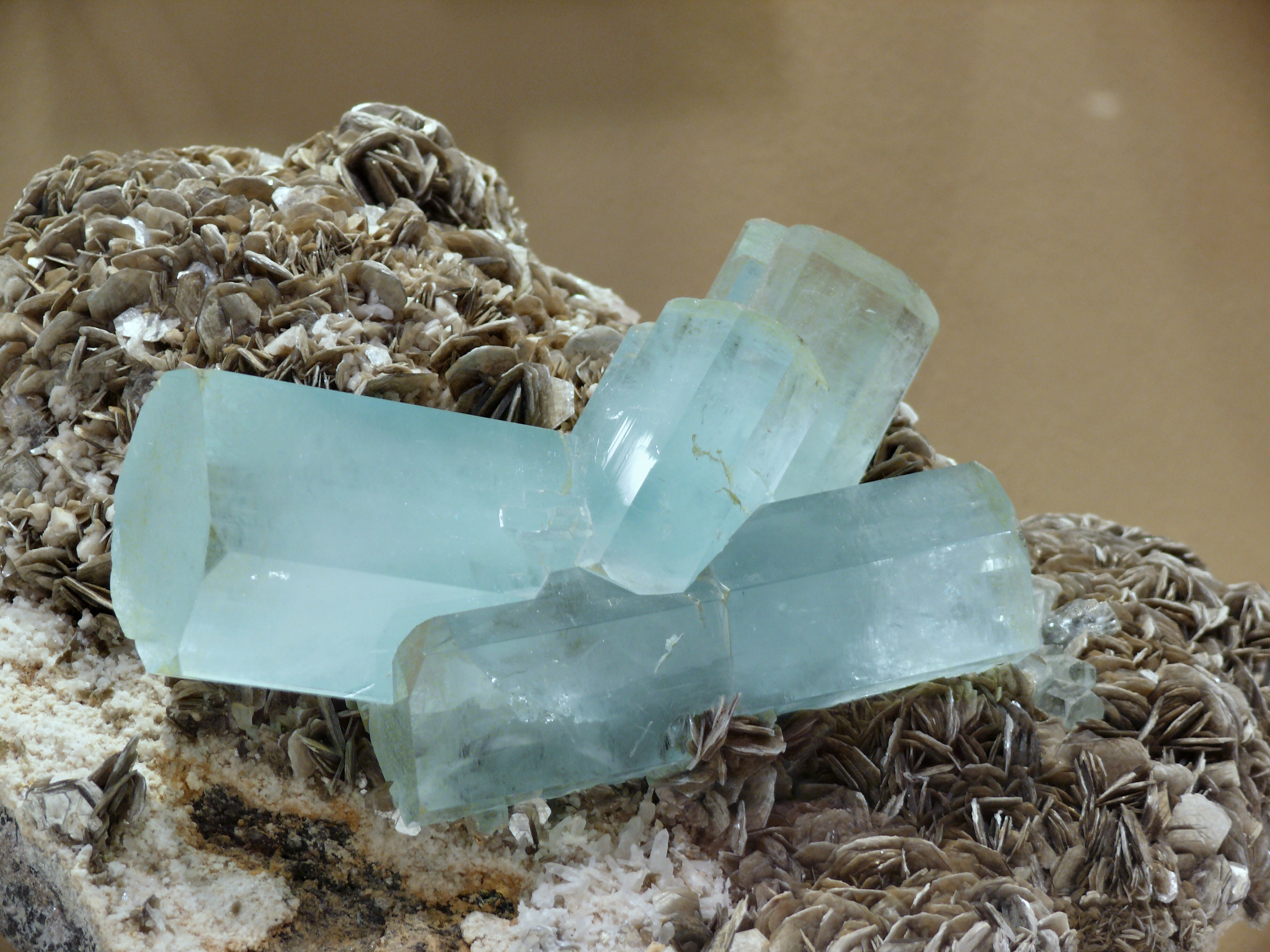
Aquamarin auf Muskovit aus dem Nagar-Hunza-Tal, Pakistan

Aquamarin ist die blaue Varietät des Silikat-Minerals Beryll und kristallisiert daher ebenso wie dieser im hexagonalen Kristallsystem mit der chemischen Zusammensetzung Be3Al2[Si6O18].
Seine blaue Farbe erhält der Aquamarin durch Fremdbeimengungen von zwei- und dreiwertigen Eisen-Ionen (Fe2+ und Fe3+) auf verschiedenen Gitterpositionen. Als allochromatisches (fremdfarbiges) Mineral ist die Strichfarbe von Aquamarin jedoch immer weiß. Der nach dem Edelstein benannte Farbton ist ein farbsattes Grünblau, aber auch blassblaue bis dunkelblaue Berylle werden als Aquamarin bezeichnet.
Aufgrund seiner hohen Mohshärte von 7,5 bis 8 und seiner oft gut ausgebildeten, klaren Kristalle wird Aquamarin vorwiegend zu Schmucksteinen verarbeitet.

## Etymologie und Geschichte

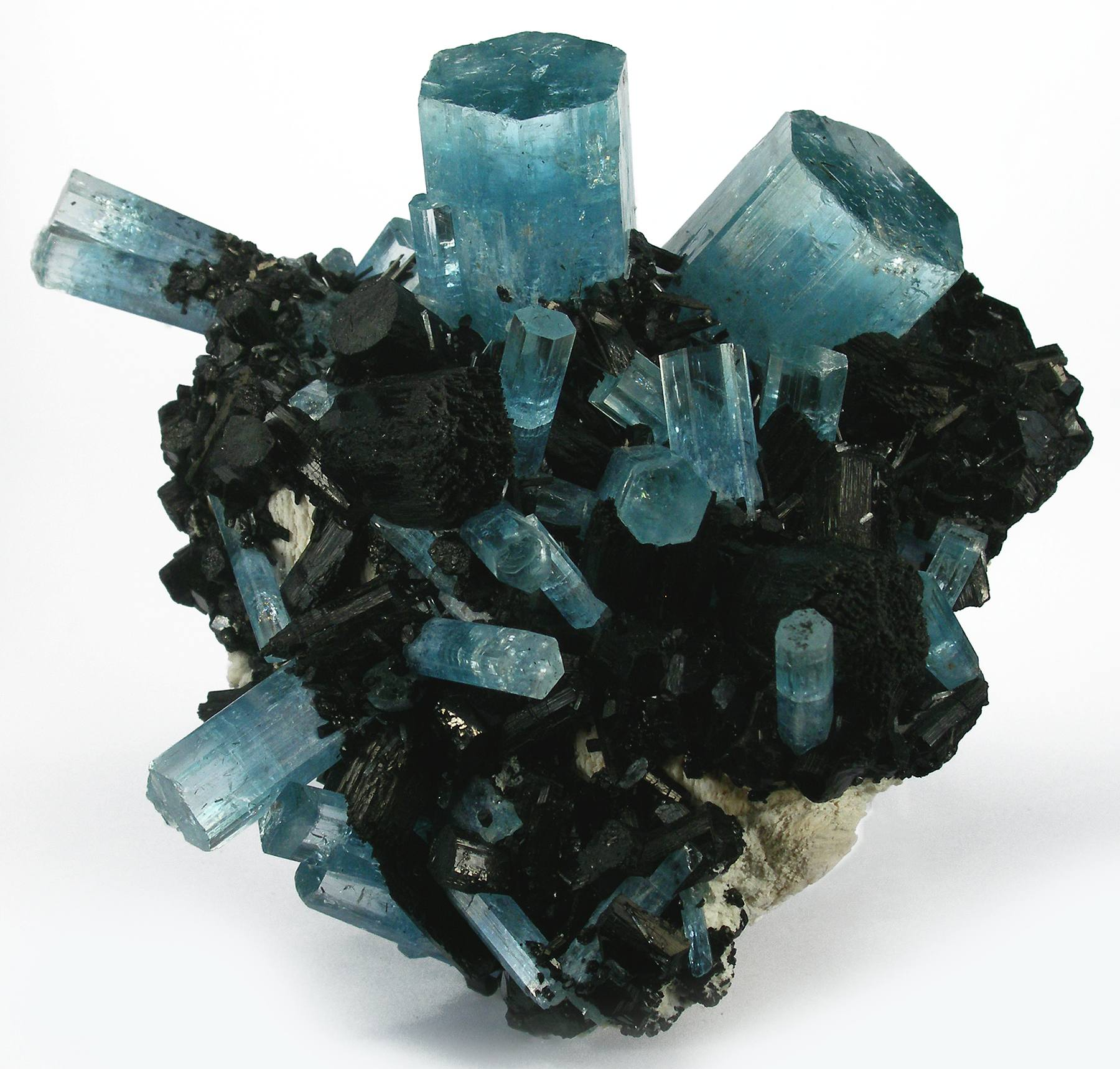
Blaugrüner Aquamarin auf Schörl aus Erongo, Namibia (Größe: 13,1 cm × 11,1 cm × 9,8 cm)

Der Name Aquamarin ist aus dem Lateinischen aqua marina „Meerwasser“ abgeleitet und nimmt damit Bezug auf die zartblaue bis blaugrüne bzw. „seegrüne“ Farbe des Minerals. In Europa ist der Farbname für die blaue Beryllvarietät seit der Renaissance (15. und 16. Jahrhundert) im Gebrauch.

## Eigenschaften
Die äußere Gestalt oder auch Kristallmorphologie sowie chemische und physikalische Eigenschaften des Aquamarins gleichen denen von Beryll. Er findet sich daher ebenfalls meist in Form sechseckiger, prismatischer bis säuliger Kristalle, die durchsichtig bis durchscheinend sein können und einen glasähnlichen Glanz auf den Oberflächen zeigen. Aquamarin ist ebenfalls spröde und bricht mit muscheligen bis unebenen Bruchflächen, allerdings wird seine Spaltbarkeit nicht als unvollkommen, sondern als undeutlich angegeben.
Als Farbstein mit einem anisotropen Kristallsystem hat Aquamarin auch deutliche pleochroistische Eigenschaften, das heißt, je nach Durchfallwinkel des Lichts ändert sich Farbtiefe des Steins von blaugrün über (hell)blau bis farblos. Der Brechungsindex beträgt zwischen 1,564 und 1,596.

## Bildung und Fundorte
Aquamarine finden sich in Pegmatiten, insbesondere in Graniten, aber auch in metamorphen Gesteinen wie Gneis und als Mineralseife in Flusssedimenten.
Aquamarin ist mit rund 660 bekannten Fundorten eine relativ häufig vorkommende Beryll-Varietät mit Lagerstätten auf allen Kontinenten (außer Antarktis). Die für die kommerzielle Nutzung als Schmuckstein bedeutendsten Fundorte liegen jedoch vor allem in Brasilien, aber auch Nigeria, Kenia, Mosambik, Madagaskar und Pakistan.
Wie alle Berylle kann auch Aquamarin oft in Form gut entwickelter und durchsichtiger Kristalle von teilweise mehreren Dezimetern Länge und Dicke gefunden werden. Zu den größten jemals gefundenen Kristallen gehört der im Jahre 1910 am Fluss Marambaia in Brasilien entdeckte, grünlichblaue und lupenreine Aquamarin mit einer Größe von 48 cm × 38 cm und einem Gewicht von 110,5 kg oder umgerechnet 520.000 Karat. Der bisher größte und schwerste bekannte Kristall wurde allerdings 1992 in der Grube Galilea bei Governador Valadares im brasilianischen Bundesstaat Minas Gerais entdeckt und hatte eine Länge von einem Meter und ein Gewicht von 400 kg.

## Verwendung als Schmuckstein

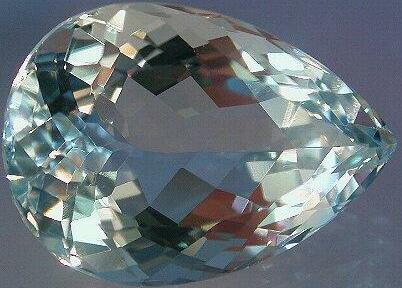
Geschliffener Aquamarin (12 Karat)

Aquamarine sind begehrte Schmucksteine, die in verschiedenen Schliffformen angeboten werden.
Mit der Qualitätsbezeichnung „Santa Maria“ (nach der gleichnamigen Mine in Ceará, Brasilien) werden besonders feine, tiefblaue Aquamarine versehen. Angelehnt an diese Bezeichnung sind auch die ebenfalls hochwertigen „Santa-Maria-Africana“-Aquamarine, die in Mosambik gefördert werden.
Die ebenfalls tiefblauen „Maxix-Aquamarine“ stammen ursprünglich aus der Mina Maxixe am Rio Jequitinhonha (Minas Gerais, Brasilien), sind im Gegensatz zu den „Santa-Maria“-Aquamarinen nicht farbbeständig und bleichen im Sonnenlicht allmählich aus und werden gelblichweiß. Mittlerweile werden auch durch radioaktive Bestrahlung tiefblau gefärbte „Maxix-Aquamarine“ angeboten, die allerdings ebenfalls mit der Zeit ausbleichen und gemäß den Bestimmungen der CIBJO als behandelt deklariert werden müssen.

### Große und berühmte Aquamarine
| Name                               | Gewicht in Karat | Fundjahr       | Fundland                                     | Bemerkung |
| ---------------------------------- | ---------------- | -------------- | -------------------------------------------- | --- |
| „Marta Rocha“                      | 173.500          | 1954 oder 1955 | auf einer Farm nahe Teófilo Otoni, Brasilien | Benannt nach der damaligen Miss Brasilien aus Rio de Janeiro                                                                             |
| „Quarto Centenario“                | 110.000          |                | Brasilien                                    | |
| „Estrela de Alva“ oder „Dawn Star“ | 96.000           |                | Brasilien                                    | |
| „Dom Pedro“                        | 10.395           | 1993           | Brasilien                                    | Wurde im Atelier Munsteiner zu einem Obelisken mit wellenförmigen Facetten geschnitten, ausgestellt seit 2012 im Smithsonian Institution |
| Kein individueller Name bekannt    | 4.438            |                |                                              | Eiförmig facettierter Aquamarin, ausgestellt im American Museum of Natural History in New York                                           |
| „Eyvan-Aquamarin“                  | 1.000            |                |                                              | 25 cm × 10 cm großes, grünlichblaues, facettiertes Exemplar, ausgestellt im Smithsonian Institution in Washington, D.C.                  |

### Manipulationen und Imitationen
Da die für Schmucksteine begehrteste Farbe (transparentes, intensives Blau) in der Natur nur selten zu finden ist, werden mindere Qualitäten durch Brennen zwischen 400 und 450 °C verbessert. Gebrannte Schmucksteine sind nur schwer von ungebrannten zu unterscheiden und die „Veredelung“ muss beim Verkauf auch nicht angegeben werden. Allerdings reagieren gebrannte Steine empfindlich auf Wärmeeinflüsse und können mitunter bereits ab ca. 100 °C einen Farbverlust erleiden. Ebenso kann direkte Beleuchtung durch Punktstrahler oder Sonnenlicht eine schädliche Wirkung auf die Farbqualität haben.
Aquamarin wird oft durch synthetischen Quarz oder Spinell, aber auch durch blaues Glas (Handelsname „Mass Aqua“) imitiert. Glas ist allerdings durch seine geringere Härte (etwa Mohshärte 5) leicht von den anderen Schmucksteinen zu unterscheiden.
Durch farbliche Ähnlichkeiten kann blauer Elbait (Indigolith), Topas oder Zirkon mit Aquamarin verwechselt werden. Indigolith und Zirkon sind allerdings weniger hart und alle drei haben eine höhere Dichte als Aquamarin (2,68 bis 2,74 g/cm³).